# El Dorado (Wenezuela)
El Dorado – miasto w Wenezueli, w stanie Bolívar.